# رأی عدم اعتماد به عمران خان
در ۸ مارس ۲۰۲۲، نمایندگان احزاب سیاسی اپوزیسیون پاکستان در مجلس ملی پاکستان به عمران خان، نخست‌وزیر این کشور خواستار رای عدم اعتماد شدند. احزاب مخالف، که در ائتلاف جنبش دموکراتیک پاکستان (PDM) متحد شدند، عمران خان را متهم کردند رژیم ترکیبی ادعایی وی در حکومت‌داری ضعیف عمل کرد داشته، مخالفان سیاسی را قربانی کرده‌است، و در زمینه اقتصاد و سیاست خارجی سوء مدیریت داشته، احزاب مخالف خواستار برکناری خان از مقام خود بودند. خان در این خصوص مدعی شد که ایالات متحده بدنبال یک «توطئه خارجی» پشت تغییر رژیم قرار دارد و قصد دارد او را برکناری کند، و او شواهد مکتوبی را برای تأیید این موضوع ارائه کرد، اما این اتهامات توسط دولت ایالات متحده رد شد.
تصمیم برای ارائه درخواست عدم اعتماد در نشست سران احزاب مخالف اتخاذ شد. شهباز شریف، رهبر اپوزیسیون در یک کنفرانس مطبوعاتی مشترک گفت ارائه این طرح به دلیل عملکرد ضعیف دولت در شاخص‌های اقتصادی و اجتماعی طی چهار سال حاکمیت خان ارائه شده‌است. دولت با متهم کردن احزاب اپوزیسیون به شرکت در بخشی از یک توطئه مورد حمایت خارجی موضع‌گیری کرد و مدعی شد که دارای یک تلگراف دیپلماتیک به تاریخ ۷ مارس می‌باشد که در آن دولت ایالات متحده «تهدید» خود مبنی بر تمایل به کناره‌گیری خان از سمت خود را نشان داده‌است، با این شرط در صورتی که عمران خان از قدرت برکنار شود، پاکستان «بخشیده» خواهد شد. گفته می‌شد که ایالات متحده از سیاست خارجی خان و سفر وی به روسیه ناراضی است.
در ۳ آوریل ۲۰۲۲، طرح عدم اعتماد توسط قاسم خان سوری، معاون رئیس پارلمان پاکستان، بدون رای‌گیری در مجلس، به دلیل «دخالت خارجی» به طور یکجانبه رد شد. خان با استناد به اختیارات خود به عنوان نخست‌وزیر، به رئیس‌جمهور عارف علوی توصیه کرد تا مجلس ملی را منحل کند و خواستار برگزاری انتخابات عمومی جدید شد، اقدامی که بر اساس آن دادگاه عالی پاکستان از بحران قانون اساسی بعدی آن اطلاعیه‌ای صادر کرد. دیوان عالی کشور با رای ۵ بر صفر حکم نایب رئیس مجلس مبنی بر رد این طرح و انحلال مجلس شورای ملی توسط رئیس‌جمهور را مغایر قانون اساسی دانست و بدین ترتیب اجازه داد تا رای عدم اعتماد جریان پیدا کند. در ۱۰ آوریل، طرح عدم اعتماد با اکثریت ۱۷۴ رای (از ۳۴۲ رای) در پارلمان به تصویب رسید و طرح استیضاح عمران خان در مجلس بررسی شد و به برکناری وی رای مثبت دادند.خان اولین نخست‌وزیر پاکستان است که با رای عدم اعتماد برکنار می‌شود.

## پیشینه
در ۱۱ فوریه ۲۰۲۲، فضل الرحمن، رئیس جنبش دموکراتیک پاکستان اعلام کرد که به رای عدم اعتماد رای خواهد داد. این موضعگیری پس از نشست احزاب پارلمانی PDM منتشر شد. احزاب مخالف همچنین تصمیم گرفتند با متحدان دولت کنونی ارتباط برقرار کنند تا آنها را متقاعد کنند تا به رأی عدم اعتماد بپیوندند. این موضوع پس از آن اعلام شد که حزب مردم پاکستان به رهبری آصف علی زرداری، رئیس‌جمهور سابق و پسرش بلاول بوتو زرداری، با شهباز شریف، رهبر اپوزیسیون پاکستان (N) که رهبر اپوزیسیون در مجلس ملی است، همراه با خواهرزاده اش ملاقات کرد. و دختر نواز شریف، نخست‌وزیر سابق، مریم نواز.
در پاسخ، فؤاد چودری، وزیر اطلاعات فدرال توسط دفتر ملی پاسخگویی، اپوزیسیون را به فساد متهم کرد و درخواست رای عدم اعتماد مخالفان را ترفندی برای دور کردن توجه از پرونده‌های فساد خواند که بسیاری از رهبران مخالف به دلیل اتهامات وارده علیه آنها با آن مواجه بودند.

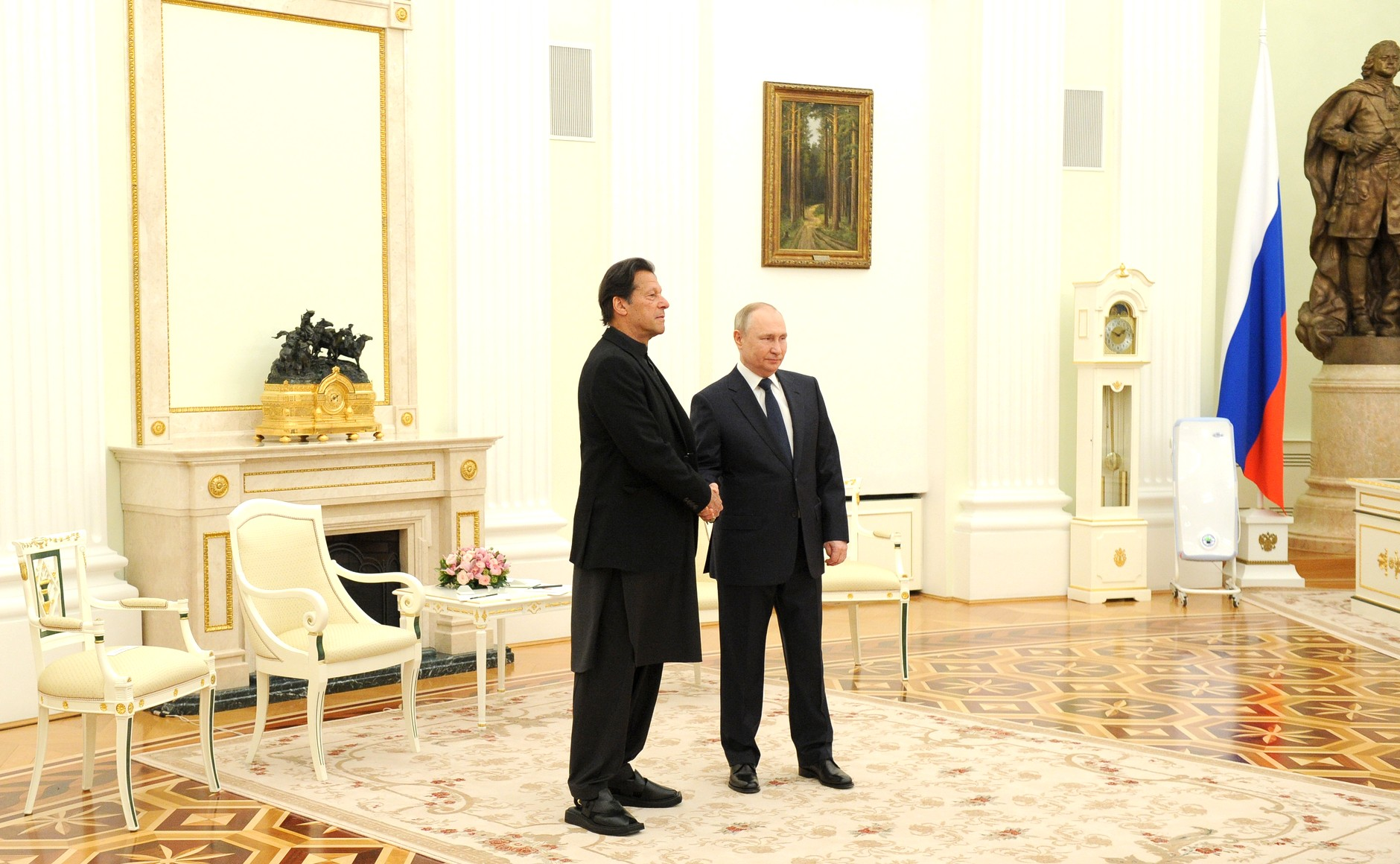
دیدار عمران خان با ولادیمیر پوتین در روز حمله روسیه به اوکراین در سفر خان به روسیه در فوریه ۲۰۲۲